# Filth Pig
| Оценки критиков               | Оценки критиков |
| Источник                      | Оценка          |
| ----------------------------- | --------------- |
| AllMusic                      | [ 3 ]           |
| NME                           | 7/10            |
| Christgau's Consumer Guide    | C               |
| Rolling Stone                 | [ 6 ]           |
| The Rolling Stone Album Guide | [ 7 ]           |
| Spin                          | 6/10            |
| Encyclopedia of Popular Music | [ 9 ]           |
| Cash Box                      | favourable      |

Filth Pig (с англ. — «Грязная свинья») — шестой студийный альбом американской индастриал-метал-группы Ministry, выпущенный в 1996 году на лейбле Warner Bros. Records.

## Об альбоме
После известия о том, что группа намечает поездку по Великобритании, британская бульварная пресса подняла большой шум по этому поводу и группа была почти запрещена в стране. Название альбома перекликается с заявлением одного из членов Британского парламента, назвавшего Эла Йоргенсена «грязной свиньёй» (filth pig). Реакцию музыканта на эти и другие оскорбления можно услышать на этом альбоме.
Диск занял 19-е место в американском чарте Billboard 200.

## Список композиций
| №   | Название         | Авторы                                                                     | Длительность |
| --- | ---------------- | -------------------------------------------------------------------------- | ------------ |
| 1.  | «Reload»         | Эл Йоргенсен Пол Баркер [англ.]                                            | 2:25         |
| 2.  | «Filth Pig»      | Йоргенсен Баркер                                                           | 6:19         |
| 3.  | «Lava»           | Йоргенсен Баркер                                                           | 6:30         |
| 4.  | «Crumbs»         | Йоргенсен Баркер Майк Скачча [англ.] Луис Свитек [англ.] Рэй Уошем [англ.] | 4:15         |
| 5.  | «Useless»        | Йоргенсен Баркер Уильям Рифлин Скачча                                      | 5:55         |
| 6.  | «Dead Guy»       | Йоргенсен Баркер Уошем                                                     | 5:14         |
| 7.  | «Game Show»      | Йоргенсен Баркер Скачча Свитек Уошем                                       | 7:45         |
| 8.  | «The Fall»       | Йоргенсен Майкл Бэлч                                                       | 4:54         |
| 9.  | «Lay, Lady, Lay» | Боб Дилан                                                                  | 5:44         |
| 10. | «Brick Windows»  | Йоргенсен Баркер                                                           | 5:23         |

## Участники записи
Ministry
- Эл Йоргенсен — вокал (треки 1-4, 6-10), гитара, клавишные, мандолина (трек 1), губная гармоника (треки 2-3), фортепиано (трек 8), сопродюсер;
- Пол Баркер[англ.] — бас-гитара, ведущий вокал (трек 5), программирование, сопродюсер.

Дополнительные музыканты и персонал
- Рэй Уошем[англ.] — ударные (треки 4, 6, 7, 9);
- Луис Свитек[англ.] — гитара;
- Уильям Рифлин — ударные (треки 1-3, 5);
- Майк Скачча[англ.] — гитара;
- Эстер Неварез — бэк-вокал (5);
- Стелла Кэтсудас — бэк-вокал (5);
- Дуэйн Буфорд — программирование;
- Майкл Бэлч — программирование (8);
- Златко Хукич — звукорежиссёр;
- Брэд Коплин — звукорежиссёр;
- Билл Гарселон — помощник звукорежиссёра;
- Джейми Даффи — помощник звукорежиссёра;
- Мэтт Гибсон — помощник звукорежиссёра;
- Эд Тинли — помощник звукорежиссёра;
- Уитни О’Киф — помощник звукорежиссёра;
- Пол Элледж — дизайн.